# Bisdom Lolo
Het bisdom Lolo (Latijn: Dioecesis Loloensis) is een rooms-katholiek bisdom in Congo-Kinshasa met als zetel Bumba in de provincie Mongala. Het is een suffragaan bisdom van het aartsbisdom Mbandaka-Bikoro en werd opgericht in 1962. 
In 1937 werd de apostolische prefectuur van Lolo opgericht in Belgisch-Congo. De norbertijnen van Postel waren hier actief. In 1962 werd Lolo verheven tot een bisdom. De Belgische norbertijn Joseph Ignace Waterschoot was de eerste bisschop. Het bisdom heeft een oppervlakte van 10.000 km2 en telde in 2016 229.000 inwoners waarvan 83% rooms-katholiek was.

## Bisschoppen
- Joseph Ignace Waterschoot, O. Praem. (1962-1987)
- Ferdinand Maemba Liwoke (1987-2015)
- Jean-Bertin Nadonye Ndongo, O.F.M. Cap. (2015- )